# Virslīga 1942
In 1942 werd het vijftiende voetbalseizoen gespeeld van de Letse Virslīga. Het seizoen 1940/41 werd na vijf speeldagen onderbroken door de inval van het Rode Leger. In 1941 werd gewisseld het oude systeem van een competitie in een kalenderjaar, maar deze ging niet van start voor de bezetting van de Wehrmacht. De Duitse bezetter liet opnieuw voetbal toe al werden clubs van etnische minderheden zoals RKSB en Hakoah Riga verboden. De competitie werd in twee delen gespeeld. Er kwam een voorronde in Riga, waarvan de vier beste clubs zich plaatsten (Daugavieši, RSK, LDzB en RFK). RSK nam tijdens het seizoen opnieuw de oude naam ASK aan. Twee clubs uit de provincies vervoegden de vier clubs uit Riga voor het eigenlijke kampioenschap dat door ASK gewonnen werd. 

## Eindstand
| Plaats | Club             | Wed. | W | G | V | Saldo | Ptn. |
| ------ | ---------------- | ---- | - | - | - | ----- | ---- |
| 1.     | ASK              | 5    | 4 | 1 | 0 | 21-7  | 9    |
| 2.     | Olimpija Liepāja | 5    | 2 | 2 | 1 | 12-7  | 6    |
| 3.     | RFK              | 5    | 1 | 2 | 2 | 3-5   | 4    |
| 4.     | Jelgavas SB      | 5    | 2 | 0 | 3 | 9-15  | 4    |
| 5.     | LDzB Riga        | 5    | 2 | 0 | 3 | 9-19  | 4    |
| 6.     | FK Daugavieši    | 5    | 1 | 1 | 3 | 7-8   | 3    |

|  | Kampioen   |
|  | Degradatie |

## Topscores

### 6 Doelpunten
- Eduards Freimanis (Daugavieši)

### 5 Doelpunten
- Arnolds Puriņš (ASK)

### 4 Doelpunten
- Riekstiņš (ASK)
- Aleksandrs Vanags (ASK)
- Roberts Heiblihs (Olimpija Liepāja)

### 3 Doelpunten
- Ansons (Jelgavas Sporta biedrība)
- Vaclavs Borduško (ASK)
- Ēriks Koņeckis (ASK)

## Kampioen
| Virslīga 1942           |
| Letland                 |
| ----------------------- |
| ASK Kampioen (2° titel) |